# Chris Herren
Christopher Albert Herren (* 27. September 1975 in Fall River (Massachusetts)) ist ein ehemaliger US-amerikanischer Basketballspieler.

## Werdegang
Herren war als Schüler Basketballspieler an der B.M.C. Durfee High School in seiner Heimatstadt Fall River im US-Bundesstaat Massachusetts. Für die Schulmannschaft erzielte er insgesamt 2073 Punkte und erreichte damit einen neuen Bestwert der B.M.C. Durfee High School. Bereits als Schüler trank er alkoholische Getränke, nahm Schmerzmittel ein und rauchte Haschisch.
Er wechselte ans Boston College, bestritt nur ein Spiel für die Hochschulmannschaft, in dem er sich das Handgelenk brach und anschließend operiert werden musste. Aufgrund der Einnahme von Rauschgift wurde er von der Hochschule verwiesen. Er hatte am Boston College erstmals Kokain eingenommen und entwickelte eine Abhängigkeit.
Herren nahm einen Hochschulwechsel vor, ging an die Fresno State University nach Kalifornien, deren Basketballmannschaft von Trainer Jerry Tarkanian betreut wurde. Im Spieljahr 1995/96 durfte er aufgrund der Wechselbestimmungen der NCAA nicht am Wettkampfbetrieb teilnehmen. Zwischen 1996 und 1999 erzielte Herren in 86 Einsätzen für Fresno State insgesamt 1297 Punkte. Mit seinen Leistungen machte er Mannschaften aus der NBA auf sich aufmerksam. Die Denver Nuggets wählten ihn beim Draftverfahren im Jahr 1999 an 33. Stelle aus. Herren bestritt in der NBA insgesamt 70 Spiele (45 für Denver, 25 für die Boston Celtics).
Im Vorfeld des Spieljahres 2001/02 weilte Herren beim italienischen Erstligisten Fortitudo Bologna, bestritt ein Vorbereitungsspiel für die Mannschaft, verließ Bologna aber bereits Ende September 2001 wieder. Er versuchte die Rückkehr in die NBA, wurde von den Boston Celtics aber kurz vor dem Beginn des Spieljahres 2001/02 entlassen. Zwischen Anfang Februar und Ende April 2002 wurde Herren von Galatasaray Istanbul in neun Begegnungen der ersten türkischen Liga eingesetzt, in denen er im Durchschnitt 15,4 Punkte erzielte.
Herren spielte zwischen dem Beginn des Spieljahres 2002/03 und Januar 2003 für die Beijing Ducks in der Volksrepublik China. Im selben Land stand er in Teilen der Spielzeit 2003/04 bei den Jiangsu Dragons unter Vertrag. In der Vorbereitung auf das Spieljahr 2004/05 einigte er sich mit dem deutschen Bundesligisten BS Energy Braunschweig auf einen Vertrag, sagte den Niedersachsen dann jedoch wegen des Todes seiner Mutter ab. Im Herbst 2004 bestritt er in seinem Heimatland zwei Spiele für die Dakota Wizards in der Continental Basketball Association. Im Dezember 2004 wurde Herren in Portsmouth (US-Bundesstaat Rhode Island) bewusstlos in einem Fahrzeug aufgefunden, in dem Spuren von Heroin entdeckt wurden. Laut Polizei war Herren mit seinem Fahrzeug in eine Mauer gefahren.
Im Herbst 2005 bestritt er zwei Spiele für Peykan Teheran im Iran, ehe er entlassen wurde. Ende Dezember 2005 schloss sich Herren dem polnischen Erstligisten Anwil Włocławek an. Er bestand die sportärztliche Untersuchung nicht und wurde deshalb Anfang Januar 2006 entlassen.
Im Juni 2008 wurde Herren in seiner Heimatstadt Fall River bewusstlos aufgefunden, nachdem er unter Drogeneinfluss mit einem Fahrzeug gegen einen Strommast gefahren war. Herren hatte sich eine Überdosis Heroin verabreicht und musste wiederbelebt werden.
Herren gelang es, von den Rauschmitteln loszukommen. Er widmete sich der Aufgabe, unter anderem vor Schulklassen und Sportmannschaften Vorträge über seine Drogenvergangenheit zu halten. 2011 veröffentlichte er ein Buch, in dem er seine Lebensgeschichte beschrieb. Des Weiteren gründete er ein Unternehmen, das Beratung in Gesundheitsfragen anbietet.